# Ghoma
ghoma（ゴマ、本名：成瀬 篤志（なるせ あつし）、1980年2月23日 - ）は、日本のキーボーディスト。静岡県磐田市出身。静岡県立磐田南高等学校、信州大学理学部卒業。カミナリグモのキーボード、コーラス担当。

## 略歴
静岡県磐田市出身。幼少よりピアノを習う。高校時代は吹奏楽部に所属し、パーカッションパートを担当する。その部活の先輩たちが組んだバンドに誘われ、バンド活動を始める。高校卒業後、信州大学理学部に進学。その後、松本市の楽器店でアルバイトをしていた縁で、同じく松本市を拠点として活躍するミクスチャー・ロックバンドASIAN2にサポートキーボードとして参加。エイベックスよりメジャー・デビューしてから、以後バンドが解散するまで、全国ツアー・音源制作に関わる。また同じ頃、信州大学の後輩である上野啓示のソロプロジェクトであったカミナリグモにサポートとして参加する機会があり、それがきっかけで2007年にはカミナリグモに正式加入することとなる。

## ディスコグラフィー

### シングル
1. 春のうた(2008年4月9日)
  1. 春のうた
  2. 美しい世界
  3. よろしくね
  4. 王様のミサイル -instrumental-
2. 王様のミサイル(2008年7月30日)
  1. 王様のミサイル
  2. ソファ
  3. 僕でいたいのさ
  4. キミのことを考えてる
3. 夕立のにおい(2009年7月29日)
  1. 夕立のにおい
  2. バスと占い師
  3. 真夏のスコール
  4. きらきら
4. ローカル線(2010年7月21日)
  1. ローカル線
  2. 流れ星を待つよ
  3. SKIP　（TOMOVSKY楽曲カバー）
  4. それはある日の出来事

### アルバム
1. ツキヒノォト(2008年11月19日)
  1. 月日の音
  2. 春のうた
  3. キミだけのカーテンコール
  4. ゆらゆら魔法が溶けただけ
  5. こじあける
  6. ブックマーク
  7. おはよう夜
  8. 時計台の上で僕はうとうと
  9. 王様のミサイル
  10. 鳩とシャボン玉
  11. ソファ
  12. 月日ノート
  13. さよなラララ
  14. よろしくね
2. BRAIN MAGIC SHOW(2010年11月10日)
  1. Brain Magic Show
  2. こわくない
  3. Maybe Lovesong
  4. 流れ星を待つよ
  5. 夕闇
  6. ローカル線
  7. mission to mars
  8. YAWN SONG
  9. キミの気球
  10. 20号
  11. 夕立のにおい
  12. Red Baseball
  13. サワー